# DR 717 bis 719
Die Triebwagen DR 717 bis 719 gehören zu den ersten von der Deutschen Reichsbahn beschafften serienmäßigen Triebwagenbaureihen, die in Leichtbauweise hergestellt wurden. Sie wurden mit einem Ottomotor gebaut. Die Fahrzeuge ähnelten besonders durch die genietete Ausführung des Wagenkastens stark den Dieseltriebwagen der Reihe DR 135 002 ... 059 der ersten Serie. Ein Fahrzeug der Serie ist erhalten geblieben und befindet sich bei der Dampfbahn Fränkische Schweiz.

## Geschichte

### Staatsbahn-Zeit
Die Triebwagen sind eine der ersten Entwicklungen in der sogenannten Leichtbauweise, bei der das Dienstgewicht im Vergleich zu einem ähnlichen zweiachsigen Triebwagen der schweren Bauart um sechs Tonnen verringert werden konnte. Gleichzeitig konnte die Antriebsleistung des Motors im Vergleich zu den DR 701 bis 704 fast verdoppelt werden, wodurch die spezifische Antriebsleistung von 2,75 kW/t auf 6,4 kW/t gesteigert werden konnte. Bei den DR 720 bis 722, die in Schweißkonstruktion hergestellt wurden, konnte die Dienstmasse um nochmals 1,2 t gesenkt werden. Die Triebwagen wurden 1932 auf Bestellung der Triebwagen AG bei LHB gefertigt. Hersteller des Fahrzeugteiles waren das LHB Werk Werdau, was die Ausrüstung der Fahrzeuge mit Antriebsmotoren der VOMAG erklärt. Gleichzeitig mit dem Triebwagen wurden im Aussehen identische Beiwagen beschafft.
Die Fahrzeuge waren im Raum Regensburg eingesetzt und in der Unterhaltung dem RAW Nürnberg zugeteilt. Sie waren mit einer Zug- und Stoßeinrichtung der sogenannten leichten Bauart ausgestattet, die ein Mitführen im Zug unmöglich machten. Erst ab Ende 1932 war es erlaubt, mit dieser Kuppelmöglichkeit den Triebwagen am Ende eines Zuges mitzuführen. Ende 1932 erhielten die Fahrzeuge die neue Bezeichnung VT 133 000–002.
Nach 1945 standen sie im Bereich der Deutschen Bundesbahn und wurden als VT 78 900–902 umbezeichnet.  VT 78 900 wurde von der Bw-Außenstelle Amberg aus auf der Strecke Amberg-Lauterhofen eingesetzt. VT 78 901-902 wurden 1953 bei der DB ausgemustert und an die Mindener Kreisbahnen verkauft.

### Privatbahnen
Bei der Mindener Kreisbahn erhielten beide Triebwagen einen 130 PS starken Dieselmotor von Deutz und wurden als T7 und T8 bezeichnet. Der T8 wurde 1968 in einen Unfall verwickelt und als Folge davon 1975 ausgemustert. Der T 7 wurde 1975 an die Dampfeisenbahn Weserbergland verkauft und nach einer Renovierung ab 1978 als DEW 10 auf der Bahnstrecke Rinteln–Stadthagen eingesetzt. Von dort wurde er 1994 an die Dampfbahn Fränkische Schweiz verkauft. Im Mai 2016 stand er im Bahnhof Ebermannstadt in schlechtem Zustand im Freien abgestellt. Eine Aufarbeitung ist, nach Abschluss der HU des vereinseigenen        VT 135 069, angedacht.

## Technische Beschreibung
Das Fahrgestell und der Wagenkasten sind komplett in Nietbauweise hergestellt. Trotz dieser und der teilweise verwendeten Holz-Verbundkonstruktion mit aufgenieteter Außenbeblechung wurden die Wagen in die leichte Bauweise eingestuft. Auffällig sind bei ihnen besonders die breiten Seitenfenster mit einem lichten Maß von 1.200 mm. Diese Fenster sind als Kurbelfenster ausgeführt, während die Fenster der Einstiegstüren als Fallfenster ausgebildet sind.
Als Antriebsmotor diente ursprünglich der stehend angeordnete Sechszylinder-Viertakt-Ottomotor der Vogtländischen Maschinenfabrik, der bei einem Nenngewicht von 790 kg eine Nennleistung von 120 PS hatte. Kurzzeitig konnte bei 1.300/min eine Leistung von 130 PS abgegeben werden. Seine Abmaße waren 1.244 mm hoch, 625 mm breit und 1.676 mm lang. Betrieben werden konnte er entweder mit Benzin oder einem Benzin/Benzol-Gemisch (1:1). Die Leistungsübertragung wurde mechanisch durch das TAG-Getriebe realisiert.
Die elektrische Anlage war als 24-V-Anlage ausgelegt und bestand aus der Batterie mit 160 Ah und einer Lichtmaschine von Bosch mit 500 W Leistung. Sie war so bemessen, dass ein Beiwagen über eine dreipolige Anschlusssteckdose problemlos versorgt werden konnte. Als Sicherheitseinrichtung war eine Totmanneinrichtung vorhanden. Beheizt wurde der Wagen ursprünglich durch die heißen Abgase des Motors, später wurde diese Heizung in eine Warmwasserheizung umgebaut.